# Supertramp (album)
Supertramp is het eerste studioalbum van de gelijknamige Britse rockgroep Supertramp. Het album kwam in 1970 uit en is ook wel onder de titel Surely op de markt gebracht.
Het album kreeg goede kritieken, maar werd commercieel geen succes. Pas in 1977 werd het album op de Amerikaanse markt uitgebracht.

## Composities
Alle composities van Davies/Hodgson, alle teksten van Richard Palmer.
1. "Surely" – 0:31 (zang: Roger Hodgson)
2. "It's a Long Road" – 5:33 (zang: Roger Hodgson)
3. "Aubade" / "And I Am Not Like Other Birds of Prey" – 5:17
  - "Aubade" is een instrumentaal stuk uitgevoerd door Davies (57 sec.)
  - "And I Am Not Like Other Birds of Prey" zang: Roger Hodgson
4. "Words Unspoken" – 3:59 (zang: Roger Hodgson)
5. "Maybe I'm a Beggar" – 6:44 (zang: Richard Palmer en Roger Hodgson)
6. "Home Again" – 1:15 (zang: Roger Hodgson)
7. "Nothing to Show" – 4:53 (zang: Roger Hodgson en Rick Davies)
8. "Shadow Song" – 4:23 (zang: Richard Palmer en Roger Hodgson)
9. "Try Again" – 12:02 (zang: Rick Davies en Roger Hodgson
10. "Surely (reprise)" – 3:08 (zang: Roger Hodgson)
  - Op het album staat dit nummer vermeld als "Surely"

## Bezetting
- Rick Davies - orgel, mondharmonica, piano, keyboard, elektrische piano, zang
- Roger Hodgson - akoestische gitaar, basgitaar, cello, flageolet, zang
- Bob Millar - drums, mondharmonica
- Richard Palmer-James - akoestische gitaar, gitaar, balalaika, elektrische gitaar, zang